# اوا زاژیمالووا
اوا زاژیمالووا (به انگلیسی: Eva Zažímalová) (زاده ۱۸ فوریه ۱۹۵۵) یک بیوشیمیدان اهل چک و از مارس ۲۰۱۷ رئیس آکادمی علوم چک است. از سال ۲۰۲۱، او همچنین یکی از مشاوران ارشد علمی کمیسیون اروپا بوده‌است.